# Anstalten Ystad
Anstalten Ystad är en anstalt i Ystad. Det ersatte stadens tidigare cellfängelse Kronohäktet i Ystad.
Tidigare tog man upp såväl män som kvinnor, men sedan en tid tillbaka är anstalten förbehållen kvinnor. Det är en sluten anstalt med 76 platser. Det finns ca 70 anställda, med en jämn könsfördelning. Anstalten byggdes 1985 och har därefter byggts ut.
Bland annat kan de intagna arbeta med montering och förpackning, småindustri, trädgård och keramik.

## Anstaltsplatser för barn och ungdomar
I september 2023 fick Kriminalvården i uppdrag av regeringen att förbereda inrättandet av särskilda enheter för unga i åldern 15–17 år. I januari 2025 fattade Kriminalvården ett inriktningsbeslut om vilka anstalter skulle kunna bli aktuella för framtida barn- och ungdomsavdelningar, där anstalten Ystad nämndes som en av åtta planerade platser.